# Robert O'Hara Burke
Pour les articles homonymes, voir Burke.
Robert O'Hara Burke né le 6 mai 1821 et décédé le 28 juin 1861, est un explorateur célèbre pour avoir dirigé la première expédition ayant traversé le continent australien du sud au nord. 

## Biographie
Né en Irlande dans le Comté de Galway, Burke s'engage à 20 ans dans l'armée autrichienne. Promu premier lieutenant en 1847, il connaît quelques problèmes de santé qui l'éloignent de l'armée, et il doit démissionner l'année suivante. De retour en Irlande, il s'engage dans la police. Il est promu rapidement inspecteur de 3e classe.
En 1853, il émigre en Australie, d'abord à Hobart en Tasmanie, puis à Melbourne où il rejoint les forces de police de la colonie de Victoria. Il retourne en Angleterre pour participer à la guerre de Crimée, mais la paix est signée avant même que Burke rejoigne les forces combattantes. Il retourne à Victoria en décembre 1856 et devient surintendant de police à Castlemaine. 
Après que l'explorateur John McDouall Stuart a atteint le centre de l'Australie, la colonie d'Australie-Méridionale offre une somme de 2000 livres au premier homme qui réussira la traversée sud-nord du continent en empruntant la route suivi par Stuart.
La colonie de Victoria monte une expédition dont elle confie la direction à Burke assisté de William John Wills. L'expédition quitte Melbourne le 20 août 1860 et atteint le golfe de Carpentarie en février 1861. Mais des erreurs de commandement dus à l'inexpérience de Burke va entraîner une tragédie. Burke, Wills et cinq de leurs compagnons décèdent sur le chemin de retour.